# Reykjavík Einherjar 2016
Questa voce raccoglie le informazioni riguardanti i Reykjavík Einherjar nella stagione 2016.
Gli Einherjar sono l'unica squadra islandese di football americano, perciò giocano unicamente incontri amichevoli.

## Amichevoli
| Kópavogur 5 marzo 2016, ore 21:00 | Reykjavík Einherjar | 50 – 0 | Åsane Seahawks | Kórinn |

| Kópavogur 12 novembre 2016, ore 20:00 | Reykjavík Einherjar | 37 – 38 | Eidsvoll 1814's | Kórinn |

## Statistiche di squadra
| Competizione | %Vittorie | In casa | In casa | In casa | In casa | In casa | In casa | In trasferta | In trasferta | In trasferta | In trasferta | In trasferta | In trasferta | Totale | Totale | Totale | Totale | Totale | Totale |
| Competizione | %Vittorie | G       | V       | N       | P       | Pf      | Ps      | G            | V            | N            | P            | Pf           | Ps           | G      | V      | N      | P      | Pf     | Ps     |
| ------------ | --------- | ------- | ------- | ------- | ------- | ------- | ------- | ------------ | ------------ | ------------ | ------------ | ------------ | ------------ | ------ | ------ | ------ | ------ | ------ | ------ |
| Amichevoli   | .500      | 2       | 1       | 0       | 1       | 87      | 38      | 0            | 0            | 0            | 0            | 0            | 0            | 2      | 1      | 0      | 1      | 87     | 38     |
| Totale       | .500      | 2       | 1       | 0       | 1       | 87      | 38      | 0            | 0            | 0            | 0            | 0            | 0            | 2      | 1      | 0      | 1      | 87     | 38     |